# 博内亚
博内亚（義大利語：Bonea），是意大利贝内文托省的一个市镇。总面积11.5平方公里，人口1468人，人口密度127.7人/平方公里（2009年）。ISTAT代码为062009。
博内亚和艾罗拉、布恰诺、蒙泰萨尔基奥、罗通迪与托科考迪奥接壤。